# Споменик природе Лесни профил Капела у Батајници
Лесни профил Капела налази се у Војводини (Срем) 15 km севернозападно од Београда, на стрмој десној обали Дунава, у близини насеља Батајница. Дужина отвореног профила износи 250 m, а висина отвореног дела око 40 m. Секвенце на овом лесном профилу, формиране током последњих пет глацијално-интерглацијалних циклуса, представљају један од најкомлетнијих палеоклиматских архива на европском континенту током последњих 620.000 година.